# Les Tigres volants (Buck Danny)
Pour les articles homonymes, voir Les Tigres volants.
 (juillet 2011).
Si vous disposez d'ouvrages ou d'articles de référence ou si vous connaissez des sites web de qualité traitant du thème abordé ici, merci de compléter l'article en donnant les références utiles à sa vérifiabilité et en les liant à la section « Notes et références ».
Les Tigres volants, ou Tigres volants est la quatrième histoire de la série Les Aventures de Buck Danny, scénarisée par Jean-Michel Charlier, dessinée par lui-même (avions, véhicules divers, éléments techniques) et par Victor Hubinon (personnages). Elle est publiée pour la première fois dans le journal Spirou du no 605 au no 635. Puis est publiée sous forme d'album en 1951.
La Revanche des Fils du Ciel mettait déjà en scène les Tigres volants. Ce nouvel album lance une aventure qui se poursuit à travers Dans les griffes du Dragon Noir et Attaque en Birmanie — une longue histoire dont l'action est soutenue par un seul et même enjeu : porter les plans à Sou-Chow, avant le début de l'offensive. Cette trilogie constitue la dernière aventure de Buck Danny ayant pour théâtre la Seconde Guerre mondiale.

## Résumé
Sur la base de Sou-Chow (en Chine), Mo continue de livrer des renseignements aux « Japs » (terme le plus élogieux servant à désigner l’ennemi). Buck, qui sort d’un terrible crash, bondit de son lit d’hôpital pour prendre les commandes d’un Dakota. Malgré l’interdiction formelle de décoller, il se lance dans une opération suicidaire : évacuer de Sin-Kiang, ensevelie sous les bombes, des enfants chinois confiés à Susan Holmes. Les Japs accordent une trêve autorisant la délicate opération. Mais ils dépêchent des Zero, chargés d’abattre le Dakota une fois les enfants et Susan embarqués.
Buck accomplit des prouesses inouïes, réussit à ramener tout le monde à bon port, et repart se morfondre sur son lit d’hôpital.
Pendant ce temps, le colonel Morton charge Susan d’une mission périlleuse : aller à Calcutta, et en rapporter les plans relatifs à l’offensive qui va se déclencher en Birmanie. Le voyage aller se ferait sous le prétexte d’évacuer Buck (que l’on prétendrait dans un état alarmant) sur l’hôpital de Calcutta. Mo (démasqué, mais il ne le sait pas encore) ferait partie du voyage, ce qui éviterait de se faire descendre par les Japs. Il serait arrêté à Calcutta. Enfin, en ce qui concerne le voyage retour, Buck piloterait : les espions de Calcutta ne se méfiant pas d’un moribond, il pourrait s’éclipser discrètement en compagnie de Susan. Pendant ce temps, Tumb se ferait passer pour un traître aux yeux des Japs.
À Calcutta, Mo, sitôt arrêté, s’évade. À l’hôpital, miss Lee administre un somnifère à Buck. Mo usurpe l’identité de l’Américain, et prend sa place aux commandes du Beaufighter qui doit ramener Susan et les plans à Sou-Chow. En vol, Susan, isolée à l’arrière de l’appareil, finit par découvrir la supercherie. Elle saute en parachute au-dessus de la jungle siamoise. S’en apercevant, Mo fait de même.
Dans la jungle, Susan doit à la fois combattre un serpent, Mo et des crocodiles. Buck, Sonny et Tao, parachutés, viennent à son secours. Mo réussit à prendre la fuite.
Impossible de traverser la ligne de feu pour rejoindre Sou-Chow. Seule solution pour nos héros : tenter de gagner (500 kilomètres de marche, en territoire ennemi) la baie d’Along, où un sous-marin les attendra. Mais Mo, armé d’une mitraillette, rôde toujours non loin d’eux. Et les chiens d’un groupe du Kao-Deï ont flairé leur trace.

## Contexte historique
Le Japon est engagé depuis 1937 dans une guerre contre la Chine. L’escadrille des Tigres Volants se bat dans le sud de ce pays aux côtés des hommes de Tchang Kaï-chek. Les Japonais, en s’emparant de la Birmanie (1942), ont isolé la Chine de ses alliés (États-Unis, Grande-Bretagne, Pays-Bas).

## Personnages
Outre Buck, Sonny et Tumb (qui se sont connus dans l’album précédent, et qui sont désormais les trois héros de la série), quatre personnages impriment leur marque sur la trilogie :
- Tao (aspirant Tao-Tsou-Tsin), pilote chinois, est apparu dans l’album précédent, La Revanche des Fils du Ciel (Buck commande un groupe de chasse mixte, sino-américain[1]).

- Mo (aspirant Mo-Choung-Young), le traître, a déjà exercé ses ravages dans La Revanche des Fils du Ciel.

- Miss Lee, infirmière, aperçue dans La Revanche des Fils du Ciel, est la complice de Mo.

- Susan (lieutenant Susan Holmes) est l’une des rares héroïnes que compte la série (il n’y a plus de personnage féminin positif de l’album n° 10 au n° 45). Buck l’a déjà côtoyée dans Les Mystères de Midway (album n° 2). Elle joue ici un rôle important, et donne une touche sensuelle dont la BD belge doit bientôt faire l’économie (pantalon déchiré, accrochée à une branche qui cède, telle Andromède à son rocher, elle est cernée de crocodiles, et enfin virilement portée par Buck tandis qu’« accablés par une chaleur torride, ils se frayent péniblement un chemin à travers la forêt vierge... »). Sa chevelure a des reflets dorés (c'est donc une blonde) dans les premières éditions de 1949 et 1953, et que ces reflets deviennent noir bleuté dans les éditions ultérieures, ce qui d'une certaine manière change la perception que le lecteur prend de son caractère (elle est plus typiquement la « blonde US » dans les éditions originales.

## Avions
- North American P-51A Mustang
- Douglas C-47 Skytrain
- Lockheed P-38 Lightning
- Douglas C-54 Skymaster
- North American B-25 Mitchell
- Kawasaki Ki-61 Hien « Tony »
- Bell P-39 Airacobra
- Mitsubishi A6M Zero-sen « Zeke »
- Mitsubishi Ki-21 « Sally »
- Bristol Beaufighter
- Supermarine Spitfire

## Analyse

### Narration
Après avoir accompli un pas important dans l’album précédent (recentrer le récit sur les aventures des personnages de fiction), Charlier peut donner ici la pleine mesure de son talent : une histoire dense et captivante qui s’étend sur plusieurs albums sans que jamais le suspense (imposé par la prépublication dans un hebdomadaire) ne retombe.

### Dessin
Charlier prend toujours en charge les dessins « techniques » (avions, etc.), comme il le fait jusqu’en 1951. Côté personnages, les six premières planches sont dans le style des trois premiers albums. Le trait d’Hubinon se cherche encore, mais bénéficie à partir de la septième planche (J 173 A, page 9) de l’influence de Milton Caniff. Il évolue dans cette voie tout au long de la trilogie, pour aboutir dans Attaque en Birmanie à un dessin maîtrisé, d'une élégance dépouillée, très lisible, c’est-à-dire très efficace.

### Titre
- La première de couverture et la page de titre mentionnent Tigres Volants, même dans les éditions récentes. C’est le titre dont usent les collectionneurs.
- La première planche donne LES TIGRES VOLANTS.
- Les listes d’albums dressées par l’éditeur, notamment celles figurant en quatrième de couverture des albums Buck Danny, donnent Les Tigres Volants.
- L'éditeur appose la majuscule sur l'adjectif. En dépôt légal, articles de presse ou livres, c'est fluctuant.

## Publication

### Revues
- Journal Spirou du no 605 du 17 novembre 1949 au no 635 du 15 juin 1950.

### Album
- Dupuis juillet 1950